# Quartiere ebraico di Třebíč
Il quartiere ebraico di Třebíč (in ceco: Židovská čtvrť v Třebíči) è un ghetto situato a Třebíč, in Repubblica Ceca. Si trova sulla riva nord del fiume Jihlava ed è uno dei quartieri ebraici meglio conservati d'Europa. Insieme alla Basilica di San Procopio costituisce un patrimonio dell'umanità dell'UNESCO. A partire dal 2013, era l'unico monumento ebraico al di fuori di Israele nella lista del patrimonio mondiale.

## Descrizione
Il quartiere ebraico è circondato da rocce e dal fiume, che contiene 123 case e due sinagoghe. Sopra il quartiere, su una collina, si trova il cimitero ebraico con circa 4.000 lapidi. Il cimitero ha due sezioni: una risalente al XV secolo e l'altra al XIX secolo. Gli edifici residenziali del quartiere sono generalmente in stile condominiale, con diversi (a volte fino a 16) proprietari di una casa suddivisa. Tuttavia, l'architettura del quartiere varia ampiamente (anche tra i diversi aspetti della stessa casa), dimostrando l'uso continuo del quartiere per secoli.
Il quartiere ebraico, il relativo cimitero e la Basilica di San Procopio rappresentano un complesso che racconta la convivenza pacifica di cristiani ed ebrei dal medioevo al XX secolo.

### Il quartiere

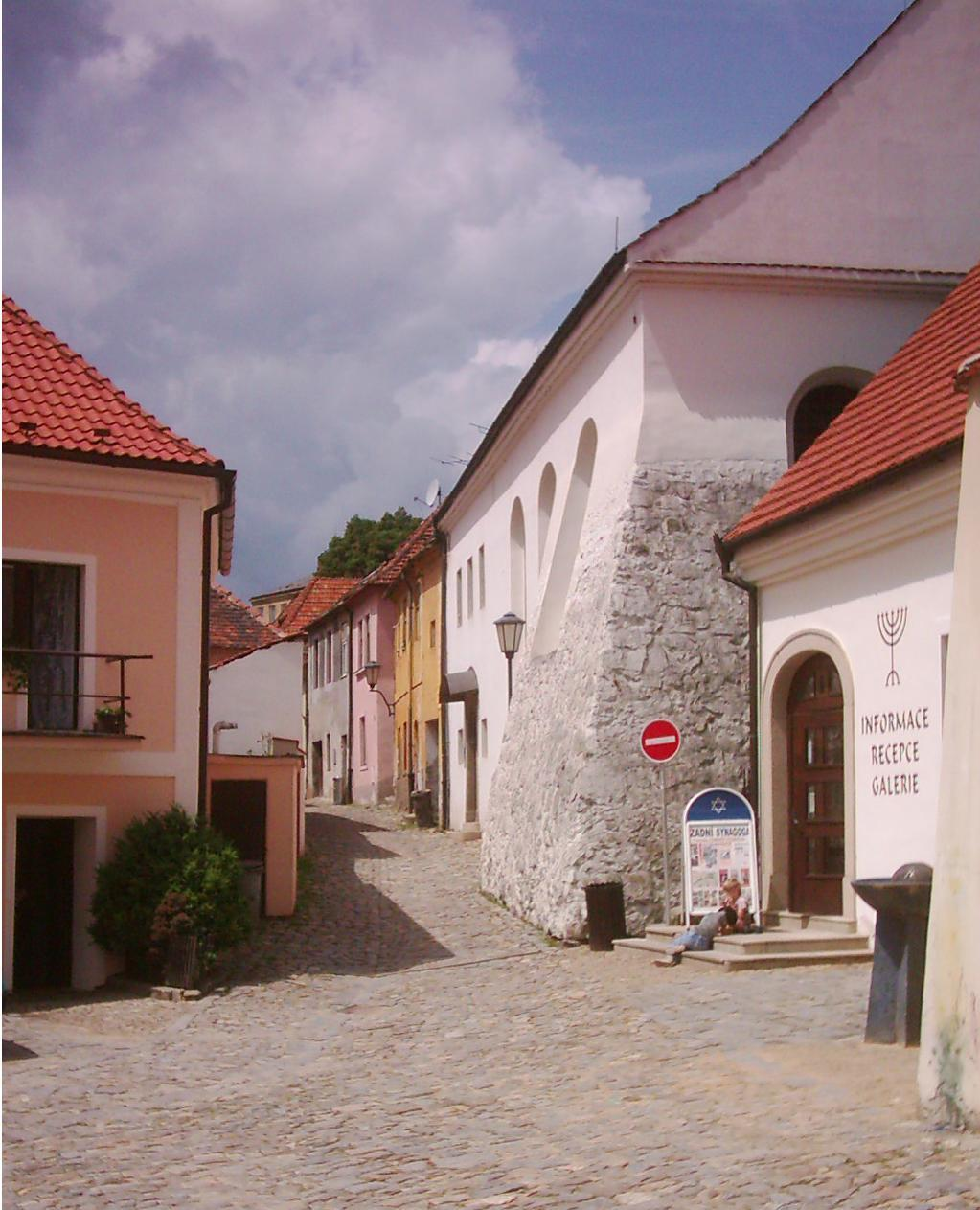
La sinagoga di Třebíč

Il quartiere ebraico copre un'area di 4,4 ettari, ed è limitato a sud dal fiume Jihlava e a nord da una collina. Oltre la collina si trova il cimitero ebraico che nonostante si trovi fisicamente all'esterno del quartiere, viene considerato dall'UNESCO come facente parte.
Gli edifici sono costruiti in stile vernacolare, e sono solitamente formati da un porticato sovrastato da due piani, con un soffitto in legno. Alcune facciate mostrano elementi rinascimentali o barocchi. Fino al 1875 vincoli politici obbligavano gli ebrei a non acquistare proprietà all'esterno del quartiere. 
La più antica sinagoga di cui si trovi traccia nelle fonti scritte risale al 1590, mentre la più antica tuttora in funzione come luogo di culto è un edificio barocco del 1639-42, usato come chiesa dagli Hussiti.

### Il cimitero

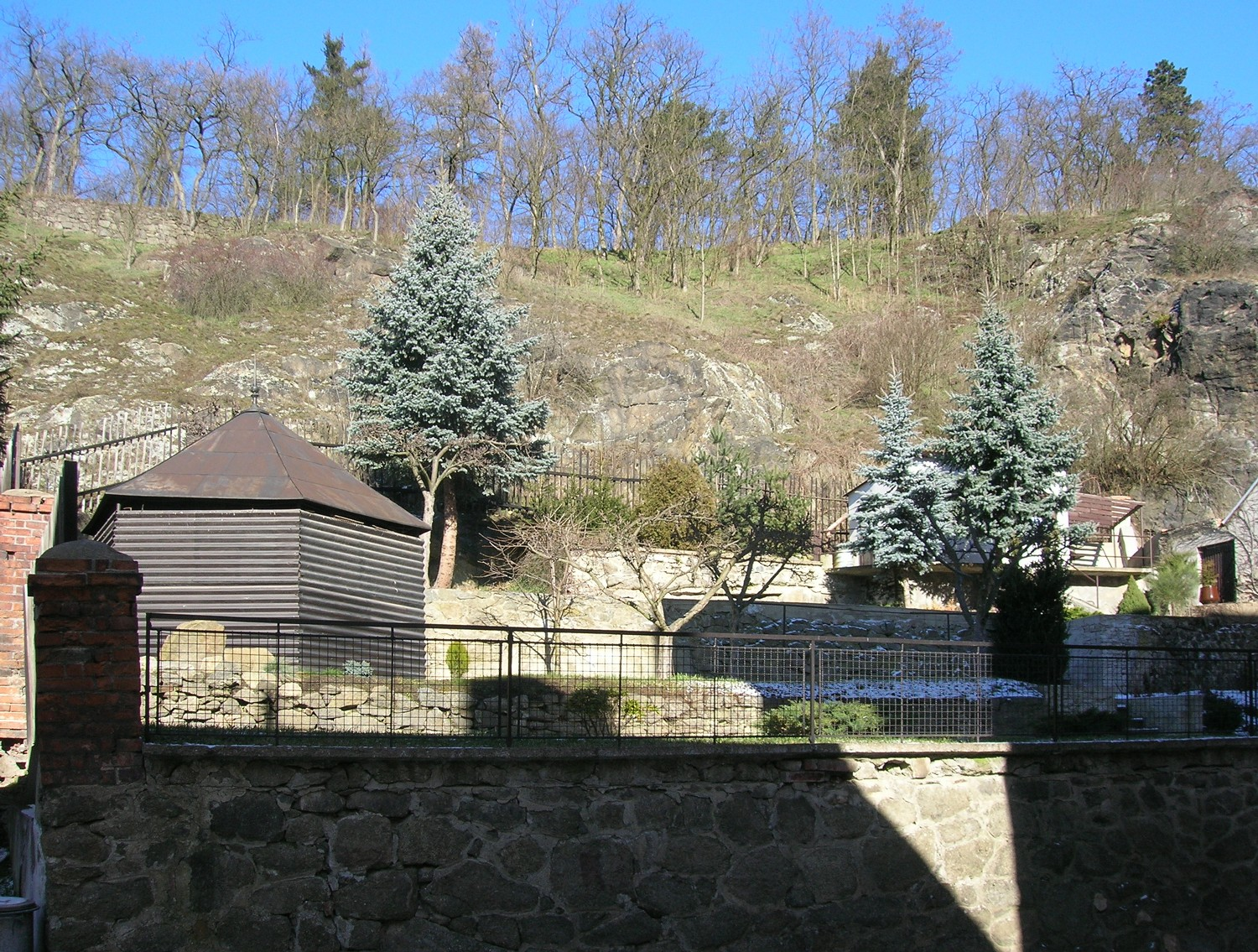
I giardini di Subak

Il cimitero si trova a nord del quartiere, nascosto dietro la collina, ed è raggiungibile tramite una strada di recente costruzione. È diviso in due parti, risalenti rispettivamente al XV ed al XIX secolo, e contiene circa 4000 tombe. Nonostante sia il cimitero più famoso della città non è il più antico; esiste un precedente cimitero costruito nei pressi del monastero e dalla basilica di San Procopio.

## Storia
Fin dai primi tempi nacque un fiorente mercato nei pressi del monastero. Non essendo in nessun modo protetto, il quartiere subì le stesse vicende del resto della città. Ad esempio, venne distrutto nel XV secolo durante l'invasione degli ungherese. La più antica menzione di una sinagoga a Třebíč risale al 1590, anche se molte delle lapidi nel cimitero sono più antiche. Nel XVI secolo, fu dato l'ordine di espellere tutti gli ebrei dalla città, anche se l'ordine non fu eseguito. La più antica delle due sinagoghe ancora in piedi risale alla metà del 1600. Insolitamente per l'Europa dell'epoca, il quartiere ebraico aveva un proprio autogoverno con un magistrato eletto e consiglieri a partire dal Rinascimento. Il quartiere è autogestito con un governatore eletto. Nel 1849 si conquistò il diritto ad avere un proprio sindaco che allora si chiamava Zamosti (significa: sopra il ponte).
Nel 1920 il quartiere venne fuso con il resto della città portando ad una fusione delle etnie. Durante la seconda guerra mondiale tutti gli abitanti ebrei (nel 1890 vivevano quasi 1.500 ebrei, ma negli anni '30 solo 300 di loro erano di fede ebraica) vennero deportati nei campi di concentramento. Solo dieci di loro tornarono dopo la guerra. Pertanto, molti edifici della città ebraica (ad esempio il municipio, l'ufficio del rabbino, l'ospedale, l'ospizio per i poveri, la scuola) non sono più utilizzati secondo il loro scopo originale e le case sono diventate di proprietà di persone di fede non ebraica.